# Сальмонович, Пётр Онуфриевич
Пётр Ону́фриевич Сальмоно́вич (также Сальманович; 1833 — 9 июня 1898, Псков) — петербургский инженер-архитектор. Специалист в области железнодорожного строительства, автор ряда статей и руководств.

## Биография
Родился в 1833 году. В 1853 году окончил Строительное училище в звании архитекторского помощника с занесением на мраморную доску.
В 1853—1857 годы работал в Главном управлении Санкт-Петербург—Варшавской железной дороги, в 1857—1894 — в Главном обществе российских железных дорог (главный архитектор Общества). В 1861 году удостоен звания «инженер-архитектор».
В 1861—1869 годы одновременно преподавал архитектуру в Институте инженеров путей сообщения, профессор. Читал лекции по архитектуре также и в Строительном училище (1864—1888) и в Институте горных инженеров (с 1866); почётный член совета Института гражданских инженеров. С 1877 года преподавал также специальное законоведение. В 1869—1880 годы служил также в Технико-строительном комитете Министерства внутренних дел.
Проектировал здания (вокзалы, депо, жилые дома) и сооружения Петербурго-Варшавской, Риго-Динабургской и Московско-Виндаво-Рыбинской железных дорог — один из первых архитекторов, сфера интересов которых сосредоточилась в области железнодорожного строительства.
В 1880 году участвовал в конкурсе на проектирование Сенного рынка в Петербурге, где получил вторую премию (первая присуждена Иерониму Китнеру). В мае 1898 года награждён орденом Святого Станислава 1-й степени.
Скончался 9 (21) июня 1898 года в Пскове, похоронен на Повонзковском кладбище в Варшаве.

## Проекты и постройки
- Перестройка Варшавского вокзала в Петербурге с включением существовавшего здания (1858—1860; совместно с инженером Ю. Фляша)[5][12][13][14]
- Два жилых дома для служащих Варшавского вокзала — Петербург, наб. Обводного канала, 118 (1860—1890-е; сохранилось одно)[3][5][12][13]
- Сооружение станции и вокзала[К 1] в Динабурге (1874—1878)[5]
- Новое здание железнодорожного вокзала в Луге (1883—1885)[5]
- Доходный дом — Петербург, Княжеский переулок, 2 (1896)[К 2][14]
- Комплекс строений железнодорожной станции Александровская Варшавской железной дороги (ныне — в Пушкине)[7]
- Железнодорожный вокзал в Белостоке[5]
- Проект железнодорожного моста через реку Суйду
- Здания железнодорожного училища в Вильно, пакгауз на товарной станции в Петербурге[5]
- Инженерные сооружения Московско-Виндаво-Рыбинской железной дороги (в частности, электростанция)[3].

## Избранные труды
- Сальмонович П. О. Данные, служащие к облегчению проектирования сводов // Зодчий. — 1876. — № 4. — С. 47—49; № 6. — С. 67—69; 1877. — № 5.
- Сальманович П. Заметка о бетонах техники Гюртлера // Зодчий. — 1883. — № 1.
- Сальманович П. К вопросу об определении коэффициента для эмпирического расчета обыкновенных печей // Зодчий. — 1883. — № 2.
- Сальмонович П. О. Курс специального законоведения : (Прогр. V курса). — СПб. : тип. Деклерона и Евдокимова, 1883. — 128 с.
- Сальманович П. Некоторые соображения о том, как удешевить наши постройки // Зодчий. — 1872. — № 10.
- Сальманович П. О гидравлической кладке // Зодчий. — 1881. — № 3.
- Сальмонович П. О. Об организации строительной части в городах // Неделя строителя. — 1898. — № 19. — С. 60—62; № 21. — С. 67—68.
- Сальмонович П. Общая конструкция мастерских при железной дороге // Зодчий. — 1874. — № 11. — С. 136—138.
- Сальмонович П. О. Отдел прикладной механики о сопротивлении материалов. — СПб. : тип. Деп. уделов, 1870. — Вып. 1.
- Сальмонович П. Пассажирская станция в Динабурге // Зодчий. — 1879. — № 3. — С. 41—42.
- Сальмонович П. О. По поводу предполагаемых изменений в ныне действующем обязательном постановлении по строительной части Санкт-Петербурга // Неделя строителя. — 1888. — С. 37-39.
- Сальмонович П. О. Приложение к переводу Беланже : Крат. курс аналитич. геометрии дифференциальн. и интегральн. исчисления. — [СПб.] : тип. Имп. Акад. наук, ценз. 1870. — 72 с. — (Извлеч. из 5 кн. «Журн. М-ва пут. сообщ.» за 1870 г.)
- Сальмонович П. О. Руководство к составлению смет и технической отчетности : Справочная кн. для строителей / под ред. инж. А. Е. Белого и В. П. Шуберского. — 4-е изд., испр. и доп. — СПб. : К. Л. Риккер, 1907—1910.
  - Ч. 1. Вып. 1. Общие начала и данные сметных, расчетов.
  - Ч. 2. Вып. 2. Отдел инженерных работ.
- Сальмонович П. О. Употребление в постройках железных связей // Зодчий. — 1875. — № 3.

## Комментарии
1. ↑  Здание не сохранилось; разобрано в XX веке[15].
2. ↑  Ныне — Рабочий переулок.